# Nitranský kodex
Nitranský kodex (slovensky Nitriansky kodex) je latinsky psaný evangeliář, který je nejstarším kodexem na území Slovenska.

## Popis
Kodex pochází pravděpodobně z roku 1083. Nitranský kodex je kniha psaná úhledným písmem s kolorovanými inicálkami obsahující liturgické texty. Listy jsou svázány ve vazbě z pozlaceného mosazného plechu. Přední deska je zdobená byzantským relikviárním dvojitým křížem se stříbrného nebo pocínovaného plechu s dutým vnitřkem obsahujícím relikvie – úlomky dřeva a kousek hrubé tkaniny. Ty podle legendy pocházejí z kříže, který v 4. století údajně objevila na vrchu Golgota matka římského císaře Konstantina Velikého Helena.
Kniha psána v latině vznikla v benediktinském klášteře Hronský Beňadik. Obsahuje výňatky z evangelií čtených při bohoslužbách, tzv. perikopy. Kromě toho Nitranský kodex obsahuje jména světců i seznam liturgických svátků slavených v době jeho vzniku.
Po svém vzniku byl kodex dlouho uchováván za zdmi kláštera. Po smrti benediktinského opata Jana III. v roce 1510 začal klášter materiální a duchovně upadat. V souvislosti s tím kodex v roce 1556 připadl darem Ostřihomské kapitule. Na jeho znovuvrácení na Slovensko má velkou zásluhu arcibiskup Juraj Slepčiansky-Pohronec (1595–1685). Jeho přičiněním se tato vzácná písemná památka evropského významu dostala do Nitry. V letech 1919–1942 byla však opět uložena v Ostřihomi jako chrámový poklad zdejší baziliky. Definitivně se zpět kodex dostal v roce 1942 kdy byl uložen na Nitranském hradě a dnes je majetkem biskupského úřadu.
Nitranský kodex je zapsán na seznamu národních kulturních památek v archivech Slovenské republiky pod pořadovým číslem jedna.